# Ramón de la Fuente
Pour les articles homonymes, voir De la Fuente.
Pour le footballeur espagnol, voir Ramón de la Fuente (football).
Ramón de la Fuente Sánchez, né le 2 février 1931 à Santander et mort le 16 juin 1984 à Barcelone, est un dessinateur et un scénariste de bande dessinée espagnol. Il est connu pour ses adaptations de grands romans classiques. Ramón est le frère des auteurs Chiqui et Víctor de la Fuente.

## Biographie[1]
Il commence sa carrière comme illustrateur pour des affiches de cinéma et des couvertures pour la maison d'édition madrilène Dólar, spécialisée dans la traduction de comics américains. Il déménage ensuite à Barcelone où il travaille un temps pour la maison d'édition Bruguera avant de collaborer à Selecciones Ilustradas, toujours dans le domaine du comics américain. Après une longue expérience de douze années chez Fleetway et D. C. Thomson & Co. au cours de laquelle il produit dans des genres aussi variés que la bande dessinée de guerre, le western ou le polar, AFHA lui commande une adaptation du roman de Robert Louis Stevenson, L'Île au trésor. Suivront d'autres adaptations de romans de Robert L. Stevenson ou de Jules Verne.

## Œuvres

### Publications en France
- 20 000 lieues sous les mers, scénario de Jean-Christophe Vergne, d'après le roman éponyme de Jules Verne, Nathan, 1980  (ISBN 84-201-0239-3)

- La Flèche noire, d'après le roman éponyme de Robert Louis Stevenson, Nathan, collection Les œuvres célèbres en BD, 1977  (ISBN 84-201-0187-7)
- L'Île au trésor, d'après le roman éponyme de Robert Louis Stevenson, Nathan, collection Les œuvres célèbres en BD, 1973
- Michel Strogoff, d'après le roman éponyme de Jules Verne, Nathan, collection Les œuvres célèbres en BD, 1978  (ISBN 84-2010-535-X)
- Robin des bois, Nathan, Les œuvres célèbres en BD, 1976  (ISBN 84-2010-425-6)
- Le Tour du monde en 80 jours, d'après le roman éponyme de Jules Verne, Nathan, collection Les œuvres célèbres en BD, 1976

### Biographie
- (en) « Ramón De La Fuente », sur Comiclopedia, 9 avril 2012 (consulté le 21 septembre 2017).